# Herondas
Herondas (eller Herodas), var en grekisk skald, som levde i mitten av 200-talet f.Kr., antagligen på Kos.
Herondas författade på jonisk dialekt så kallade mimiamber, scener ur det grekiska folklivet i form av dialog mellan några personer. Endast några fragment av dem var kända, då för omkring 120 år sedan omkring 700 verser från åtta mer eller mindre fullständiga dikter (utgiven av Frederic George Kenyon i "Classical texts from Papyri in the British museum", 1891) påträffades i en egyptisk papyrus.